# Ophiogomphus arizonicus
Ophiogomphus arizonicus là loài chuồn chuồn trong họ Gomphidae. Loài này được Kennedy mô tả khoa học đầu tiên năm 1917.